# مامادو توري كوروما
مامادو توري كوروما، ضابط وسياسي غيني بيساوي، ونائب رئيس هيئة الأركان العامة. قاد انقلابًا عسكريا في 12 أبريل 2012 بعد الجولة الأولى من الانتخابات الرئاسية في نفس العام. استولى بعدها على السلطة في غينيا بيساو، وأصبح بحكم الواقع رئيس الدولة قبل أن يسلم السلطة لصاحب المركز الثالث في الانتخابات مانويل سيريفو ناماجو.

## السيرة
بعد الجولة الأولى من الانتخابات الرئاسية والتي أفضت لمرور كل من كارلوس غوميز جونيور وكومبا يالا للدور الثاني، قام الجنرال مامادو توري كوروما نائب رئيس الأركان قبل حوالي أسبوعين من الجولة الثانية في 12 أبريل 2012 بإنقلاب عسكري، اعتقل على إثره المرشحان الرئاسيان غوميز جونيوز ويالا بالإضافة للرئيس المنتهية ولايته رايموندو بيريرا. في النهاية وبعض ضغوط دولية، تم التوقيع على اتفاق بين العسكريين والطبقة السياسية أدى إلى اختيار مرشح المركز الثالث في الانتخابات، مانويل سيريفو ناماجو، رئيسا مؤقتا للبلاد لفترة إنتقالية.
عام 2014، أبقاه الرئيس المنتخب الجديد جوسيه ماريو فاز في منصبه.